# Луче
Луче (словен. Luče) — поселення в общині Луче, Савинський регіон, Словенія. Висота над рівнем моря: 521,9 м. 